# Wilhelm Harlev
Wilhelm M. Harlev, senare William Harlev, född 3 september 1837 i Vium socken i Silkeborgs kommun i Danmark, död 6 februari 1925 i Chicago i USA, var en dansk-amerikansk fotograf och affärsman.
Wilhelm Harlev utbildade sig i handelsskola i Skive och bodde därefter i Köpenhamn. Han verkade som fotograf i Sverige december 1862–1864. Han drev tillsammans med sin fru Tora Caroline Brask en permanent fotoateljé i Örebro 1862–1864 och en i Mariestad februari 1864–1865. Ateljén i Örebro iordningställdes i klockaren Adolf Fredrik Hedins trädgård. Harlev reste också runt och har bland annat tagit fotografier i Jönköping med omnejd. Hans verksamhet i Örebro avvecklades senast i juni 1864, och 1865 lämnade han Sverige för att emigrera till USA. Där öppnade han i september 1865 en ateljé i Winona i södra Minnesota.
Han avled i Chicago 1925 som en förmögen man.

## Bildgalleri

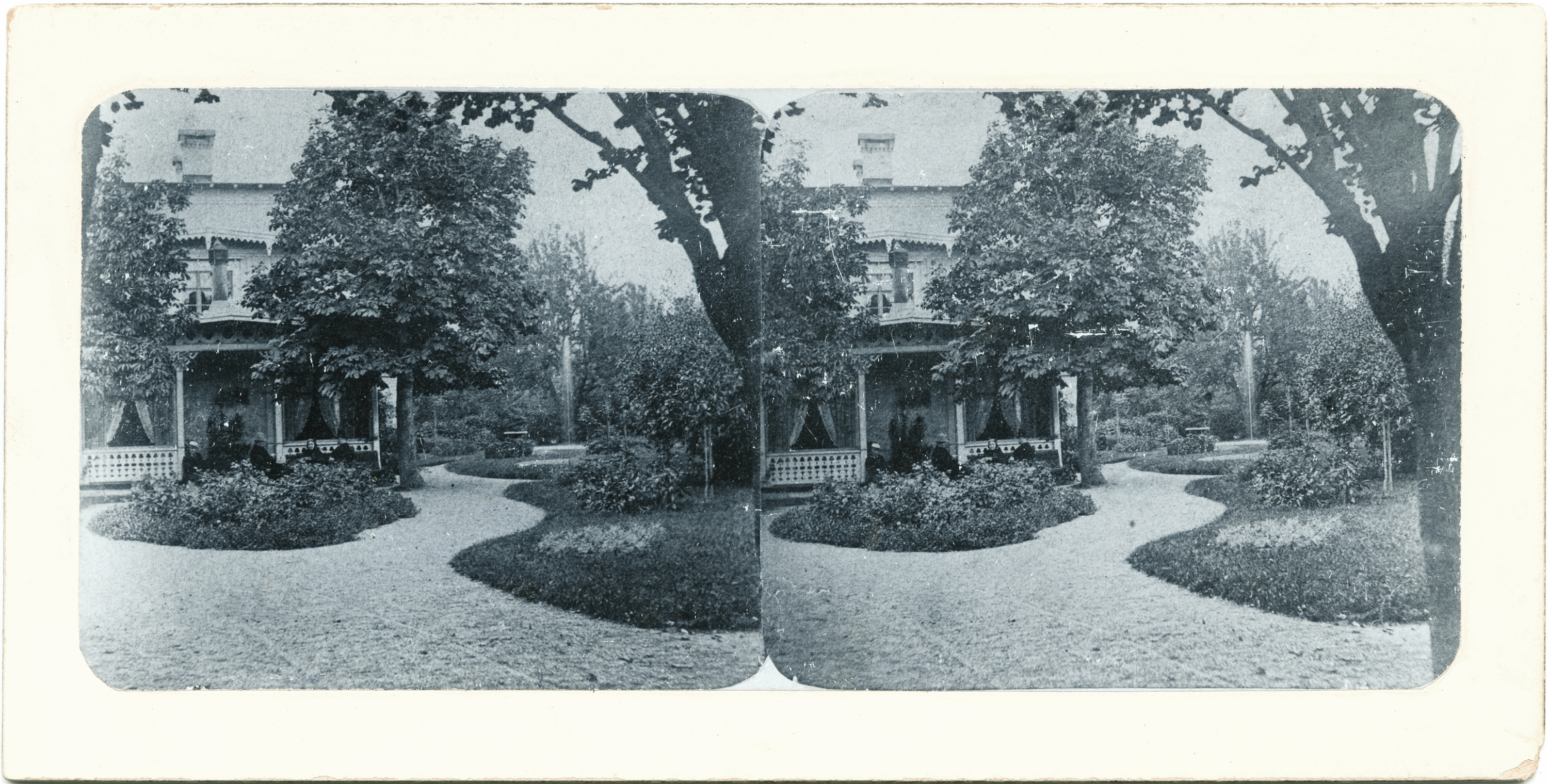
Villa Strands veranda, Jönköping, omkring 1862
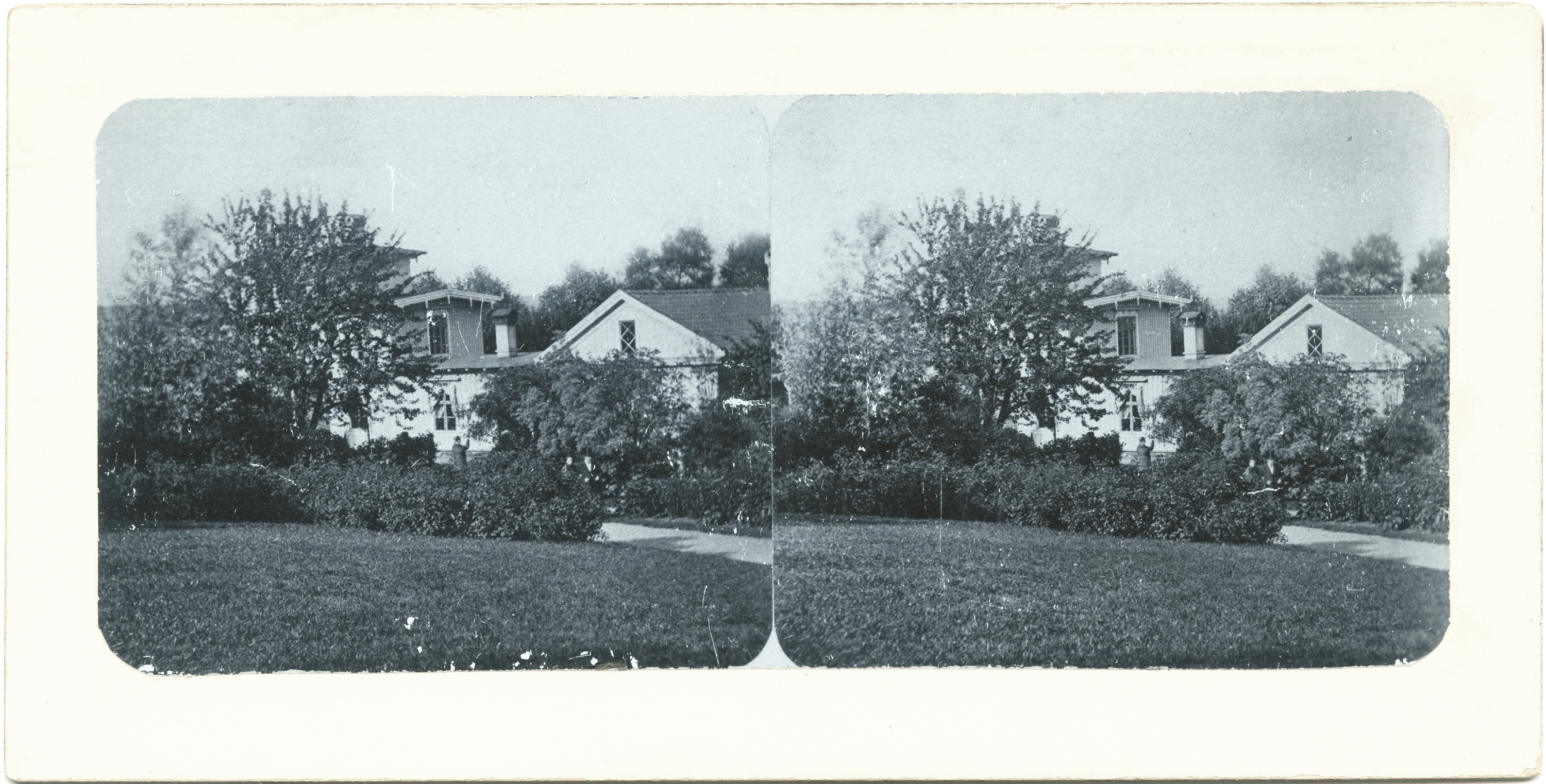
Villa Strand, omkring 1862. På gången syns Carl Frans Lundström och hans fru Sofia. Personen som beskådar blommor är Johan Edvard Lundström.